# Playgirl
Playgirl é uma revista estadunidense de periodicidade mensal orientada ao público feminino.

## História
Playgirl é uma revista dedicada ao público feminino que exibe fotos de homens nus ou seminus. A revista foi fundada em 1973, durante o pico do movimento feminista, como resposta a revistas como Playboy e Penthouse, que contém fotos similares de mulheres.
A revista é bem conhecida [carece de fontes?] por dois truques de publicidade; oferecer ao Príncipe Charles 45.000 dólares para posar nu em 1990, e a publicação de um ensaio intitulado "The Men of Enron" ("Os Homens da Enron") em setembro de 2002, no qual ex-empregados da empresa falida de energia, "perderam as suas camisas".
Embora o público-alvo inicial da revista tenha sido as mulheres heterossexuais, Michele Zipp, editora-chefe, afirmou em 2003 que "o público leitor gay é aproximadamente 30%". Ela afirmou ainda que se trata de "entretenimento para mulheres, porque não há nenhuma outra revista que satisfaça as mulheres do modo que satisfazemos, mas também amamos nossos leitores gays". Ainda em 2003, Mark Graff, presidente da Trans Digital Media, a firma que gere a marca da Playgirl TV, afirmou que 50% do público leitor de Playgirl é formado por homens.
A Playgirl é publicada pela Blue Horizon Media, companhia com sede em Nova York que também publica High Society, Celebrity Skin, Hawk, Chéri  e um grande número de revistas assumidamente pornográficas. A Blue Horizon, anteriormente conhecida como Crescent Publishing, foi acusada em 2000, pela Comissão de Comércio Federal, de fraude de 180 milhões de dólares em cartões de crédito, a maior parte da qual ocorreu no site da Playgirl. Todos as publicações da Blue Horizon, inclusive a Playgirl, foram impedidas de conduzir qualquer tipo de negócio pela internet durante cinco anos. O então presidente da companhia, Bruce Chew, foi posteriormente indiciado, juntamente com vários membros preeminentes da família Gambino de mafiosos.
Em toda sua história, Playgirl apresentou nudez frontal masculina, com exceção das primeiras edições em 1973, e no infame[carece de fontes?] "ano não-nu" de 1987[carece de fontes?]. Em 1986, a Drake Publishers (depois renomeada Crescent, e renomeada novamente de Blue Horizon Media) comprou a Playgirl e deslocou a sede da revista para Nova York. O modelo John Paul posou para o primeiro ensaio completamente nu de 1987 para a edição de novembro, após um desastroso "ano não-nu". Em todos seus anos de publicação, a revista inovou mostrando ereções, prepúcio e modelos não-caucasianos. A revista geralmente apresentava modelos que eram circuncidados, mas decidiu mostrar também modelos não-circuncidados.
A Playgirl está disponível em inglês e foi publicada em várias línguas estrangeiras e edições internacionais durante sua história: Alemanha (1978-1980 e 1989-2003), França (1978), Austrália (1985-88 e em 1991), Países Baixos (1987-88), Reino Unido (1992-93), África do Sul (1995), Brasil, e Rússia (2004), e em uma edição em língua espanhola (1992-93). Uma edição canadense limitada está a caminho.
À parte dos modelos profissionais, a Playgirl apresenta também modelos amadores em uma seção chamada Real Men (outrora conhecida como Snapshots). Um concurso do Real Men of the Year é feito, no qual os leitores podem votar no melhor ensaio amador do ano.
A cada ano em junho, a Playgirl lança a edição do "Man of the Year" ("Homem do Ano"). Em julho, há uma edição "country" e, em novembro, a revista dedica uma edição a "universitários". Um calendário de página central apresentando os homens do ano anterior é normalmente incluído na edição de dezembro ou janeiro da revista.
Em agosto de 2008, a revista anunciou irá cessar a publicação de sua edição impressa a partir da edição de janeiro de 2009. Depois disso, a revista planeja continuar com uma edição online.